# Матч! Игра
«Матч! Игра» — общероссийский спортивный телеканал. Начал вещание под названием «Спорт-2» 4 апреля 2011 года в 12:00. 13 августа 2012 года сменил название на «Спорт». Эфир составляли как эксклюзивные трансляции, так и трансляции, вначале показываемые на телеканале «Россия-2». Входил в состав пакета неэфирных каналов ВГТРК «Цифровое телевидение», в октябре 2015 года перешёл под управление АО «Газпром-Медиа Холдинг». 25 января 2016 сменил название на «Матч! Игра».

## История
В марте 2011 года заместитель генерального директора ВГТРК и главный редактор телеканала «Россия-2» Дмитрий Медников в разговоре с корреспондентом Sports.ru Владиславом Ворониным подтвердил, что в ближайшее время начнёт работу новый телеканал «Спорт-2», на котором можно будет увидеть спортивные программы, посвящённые различным видам спорта. Часть некоторых программ канала «Спорт-2», а затем и «Спорт», изначально возникла на другом канале ВГТРК «Россия-2» («Вести-Спорт», «Скоростной участок», «Точка отрыва», «Футбол.ru»).
13 августа 2012 года сменил название со «Спорт-2» на «Спорт», также немного видоизменил логотип, убрав красный квадрат с цифрой «2».
С 14 декабря 2012 года по 17 декабря 2013 года телеканал «Спорт» входил во второй мультиплекс цифрового телевидения России. Причины отказа от места во втором мультиплексе холдинг ВГТРК официально не озвучил.
В октябре 2015 года телеканал перешёл под управление АО «Газпром-Медиа Холдинг» и стал частью субхолдинга «Матч». В ходе подготовки сделки было объявлено, что «НТВ-Плюс» планирует ребрендинг спортивных каналов.
С 1 ноября 2015 года канал перешёл на формат вещания 16:9.
25 января 2016 года телеканал «Спорт» переименован в «Матч! Игра», а на частоте бывшего телеканала «HD Спорт» начала вещание его версия в стандарте высокой чёткости.

## Трансляции

### ВГТРК
- Футбол: Футбольная национальная лига (1—3 матча из тура), Кубок России (начиная с 1/16 финала), Кубок Содружества
- Баскетбол: Единая лига ВТБ (1—3 матча из тура), Кубок Европы, Евролига
- Волейбол: Чемпионат и Кубок России (один матч из тура)
- Мини-футбол: Чемпионат и Кубок России
- Хоккей с мячом: Чемпионат России (один матч из тура)
- Хоккей с шайбой: ВХЛ (один матч из тура), КХЛ (2 матча из тура в записи)
- Фигурное катание: Гран-при, Чемпионат Европы, Чемпионат мира
- Конькобежный спорт: Чемпионат Европы
- Бобслей и скелетон: Кубок мира, Чемпионат мира
- Бадминтон: Чемпионат мира
- Лыжный спорт: Кубок мира (некоторые этапы), Чемпионат мира
- Лёгкая атлетика: «Русская зима» (в записи)
- Регби: Кубок мира, чемпионат Европы
- Регби-7: Кубок мира
- Летняя Универсиада 2013
- Автоспорт: РСКГ (обзор), СМП Формула-4 (обзор)

### Газпром-Медиа Холдинг
- Лига Европы УЕФА

## Передачи

### Бывшие передачи
- «Вид сверху» — баскетбольный тележурнал[18]
- «География ФНЛ»
- «Футбол.ru»
- «Мини-футбол в России»
- «Страна спортивная» — еженедельный обзор спортивных событий в российских регионах
- «Студия дзюдо»[19]
- «Тай-брейк» — волейбольное обозрение
- «Технологии спорта»

Помимо этого, в сетке вещания канала могут появляться спортивные документальные фильмы производства ESPN.

## Сотрудники

### Комментаторы
- Сергей Акулинин (комментатор футбола)
- Евгений Алдонин (комментатор футбола)
- Нобель Арустамян (комментатор футбола)
- Ян Баранчук (комментатор единоборств)
- Артём Батрак (комментатор хоккея)
- Владислав Батурин (комментатор футбола, корреспондент)
- Аркадий Белый (комментатор мини-футбола)
- Ольга Богословская (комментатор лёгкой атлетики и шорт-трека, корреспондент)
- Александр Бойков (комментатор хоккея)
- Олег Васильев (комментатор фигурного катания)
- Алексей Володин (комментатор единоборств)
- Максим Воронов (комментатор единоборств)
- Сергей Воронов (комментатор фигурного катания)
- Дмитрий Гараненко (комментатор баскетбола)
- Константин Генич (комментатор футбола)
- Сергей Гимаев (комментатор хоккея)
- Татьяна Грачёва (комментатор волейбола)
- Александр Гришин (комментатор фигурного катания, корреспондент)
- Дмитрий Губерниев (комментатор биатлона)
- Александр Гуськов (комментатор хоккея)
- Роман Гутцайт (комментатор футбола)
- Кирилл Дементьев (комментатор футбола)
- Сергей Дерябкин (комментатор бобслея и скелетона)
- Рой Джонс (аналитик и комментатор бокса)
- Григорий Дрозд (комментатор бокса)
- Олег Жолобов (комментатор водного поло)
- Тимур Журавель (комментатор футбола, корреспондент)
- Дмитрий Жичкин (комментатор хоккея)
- Павел Занозин (комментатор футбола и кёрлинга)
- Владимир Иваницкий (комментатор единоборств)
- Денис Казанский (комментатор футбола и хоккея)
- Владимир Касторнов (комментатор волейбола)
- Эльвин Керимов (комментатор футбола)
- Наталья Кларк (комментатор хоккея, корреспондент)
- Елизавета Кожевникова (комментатор горнолыжного спорта и фристайла)
- Андрей Кондрашов (комментатор лыжных гонок)
- Кирилл Корнилов (комментатор хоккея)
- Илона Корстин (комментатор баскетбола)
- Денис Косинов (ведущий передачи «Рио ждёт»)
- Сергей Кривохарченко (комментатор футбола)
- Роман Мазуров (комментатор единоборств)
- Анна Макарова (комментатор бобслея и скелетона)
- Дмитрий Матеранский (комментатор баскетбола, корреспондент)
- Алексей Мельников (комментатор волейбола)
- Михаил Мельников (комментатор хоккея с мячом)
- Александр Метревели (комментатор тенниса)
- Алексей Михайлов (комментатор футбола и тенниса)
- Олег Мосалёв (комментатор хоккея)
- Михаил Моссаковский (комментатор футбола, корреспондент)
- Анатолий Мышкин (комментатор баскетбола)
- Роман Нагучев (комментатор футбола, ведущий)
- Сергей Наумов (комментатор водного поло)
- Александр Неценко (комментатор футбола и хоккея)
- Руслан Нигматуллин (комментатор футбола)
- Геннадий Орлов (комментатор футбола)
- Денис Панкратов (комментатор лыжных гонок)
- Руслан Пименов (комментатор футбола)
- Михаил Поленов (комментатор футбола, корреспондент)
- Алексей Попов (комментатор Формулы-1)
- Михаил Решетов (комментатор баскетбола)
- Игорь Семшов (комментатор футбола)
- Максим Сенаторов (комментатор футбола)
- Роман Скворцов (комментатор хоккея, баскетбола и биатлона)
- Борис Скрипко (комментатор бокса)
- Григорий Стангрит (комментатор бокса)
- Владимир Стецко (комментатор волейбола)
- Татьяна Тарасова (комментатор фигурного катания)
- Софья Тартакова (комментатор тенниса)
- Григорий Твалтвадзе (комментатор тяжёлой атлетики)
- Тарас Тимошенко (комментатор лыжных гонок)
- Александр Ткачёв (комментатор хоккея)
- Илья Трифанов (корреспондент)
- Роман Трушечкин (комментатор футбола и кёрлинга)
- Дмитрий Фёдоров (комментатор хоккея)
- Вадим Фурсов (комментатор единоборств)
- Александр Хаванов (комментатор хоккея)
- Иоланда Чен (комментатор лёгкой атлетики и прыжков на лыжах с трамплина)
- Георгий Черданцев (комментатор футбола)
- Игорь Швецов (комментатор конькобежного спорта)
- Александр Ширко (комментатор футбола)
- Александр Шмурнов (комментатор футбола)
- Дмитрий Шнякин (комментатор футбола)

## Бывшие комментаторы
- Алексей Андронов (2015—2016, футбол)
- Арташес Антонян (2012—2015, футбол)
- Дмитрий Дуличенко (2011, футбол)
- Александр Елагин (2015—2016, футбол)
- Илья Казаков (2011—2015, футбол)
- Никита Ковальчук (2012—2015, футбол)
- Владимир Стогниенко (2011—2016, футбол)
- Денис Стойков (2011—2015, современное пятиборье)
- Наталья Фабричнова (2012—2015, Формула-1)

### Умершие
- Сергей Гимаев † (2011—2017, хоккей)
- Анна Дмитриева (комментатор тенниса)
- Юрий Розанов (комментатор футбола и хоккея)

## Распространение сигнала
Телеканал доступен зрителям не только в кабельных (в составе базовых пакетов), но и в мультисервисных сетях, а также на спутниковых платформах. Транслируется со спутника Eutelsat W4,36°.
- С 8 апреля 2011 года телеканал присутствует в сети Netbynet.
- С 28 сентября 2011 года в составе пакета «Супер-Оптимум» Триколор-ТВ.
- С 1 марта 2012 года канал присутствует в сети AKADO[20].
- С 1 мая 2012 года канал присутствует в сети НТВ-Плюс.
- С 15 августа 2013 года канал присутствует в сети OnLime на 248 кнопке.